# Ахаузен (Нижняя Саксония)
Ахаузен (нем. Ahausen) — община в Германии, районный центр, расположен в земле Нижняя Саксония.
Входит в состав района Ротенбург-на-Вюмме. Подчиняется управлению Зоттрум. Население составляет 1865 человек (на 31 декабря 2010 года). Занимает площадь 34,41 км².
Коммуна подразделяется на 2 сельских округа.